# Molenbeek-Saint-Jean

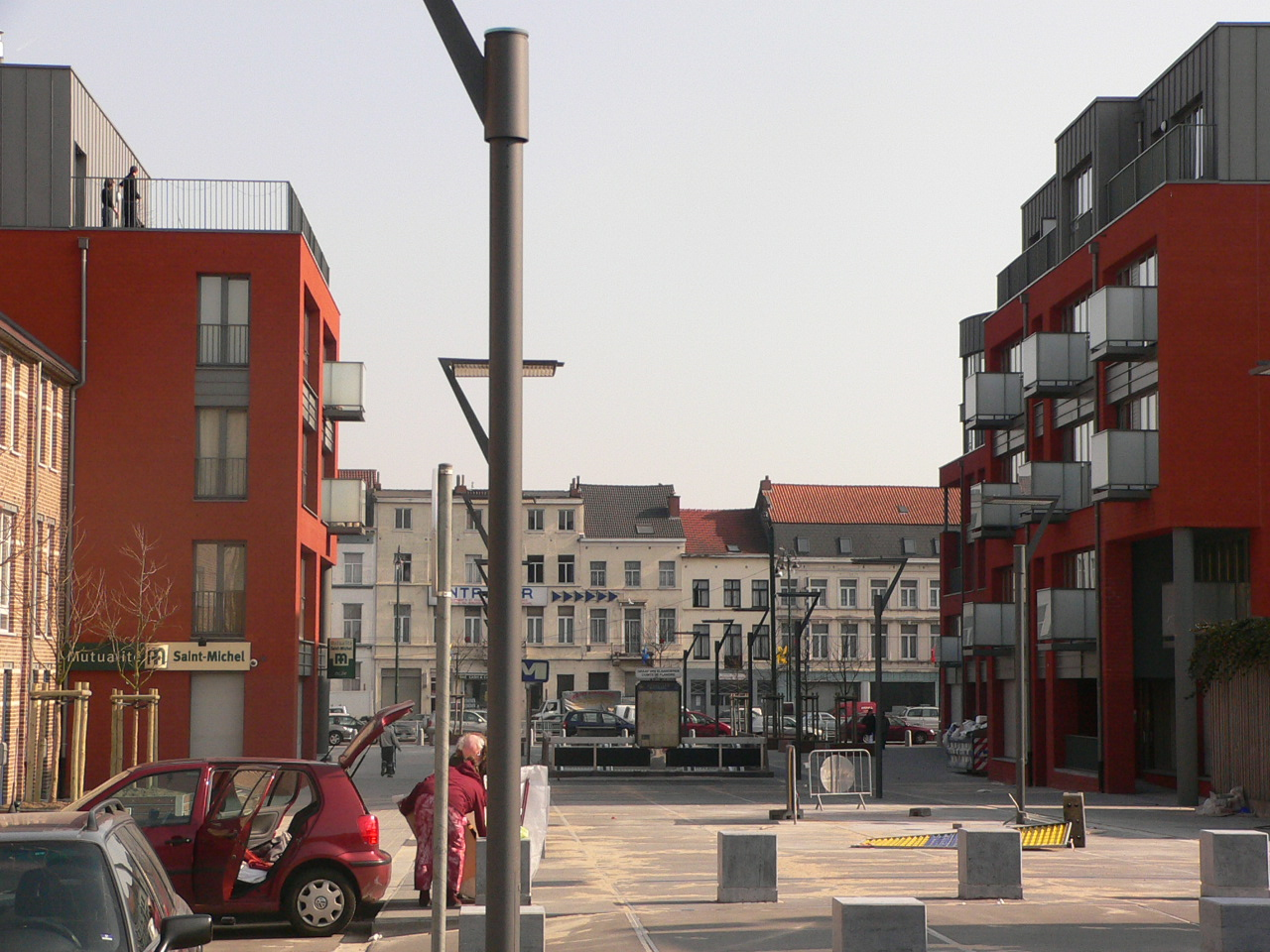
Barrio Rive Gauche en Molenbeek.

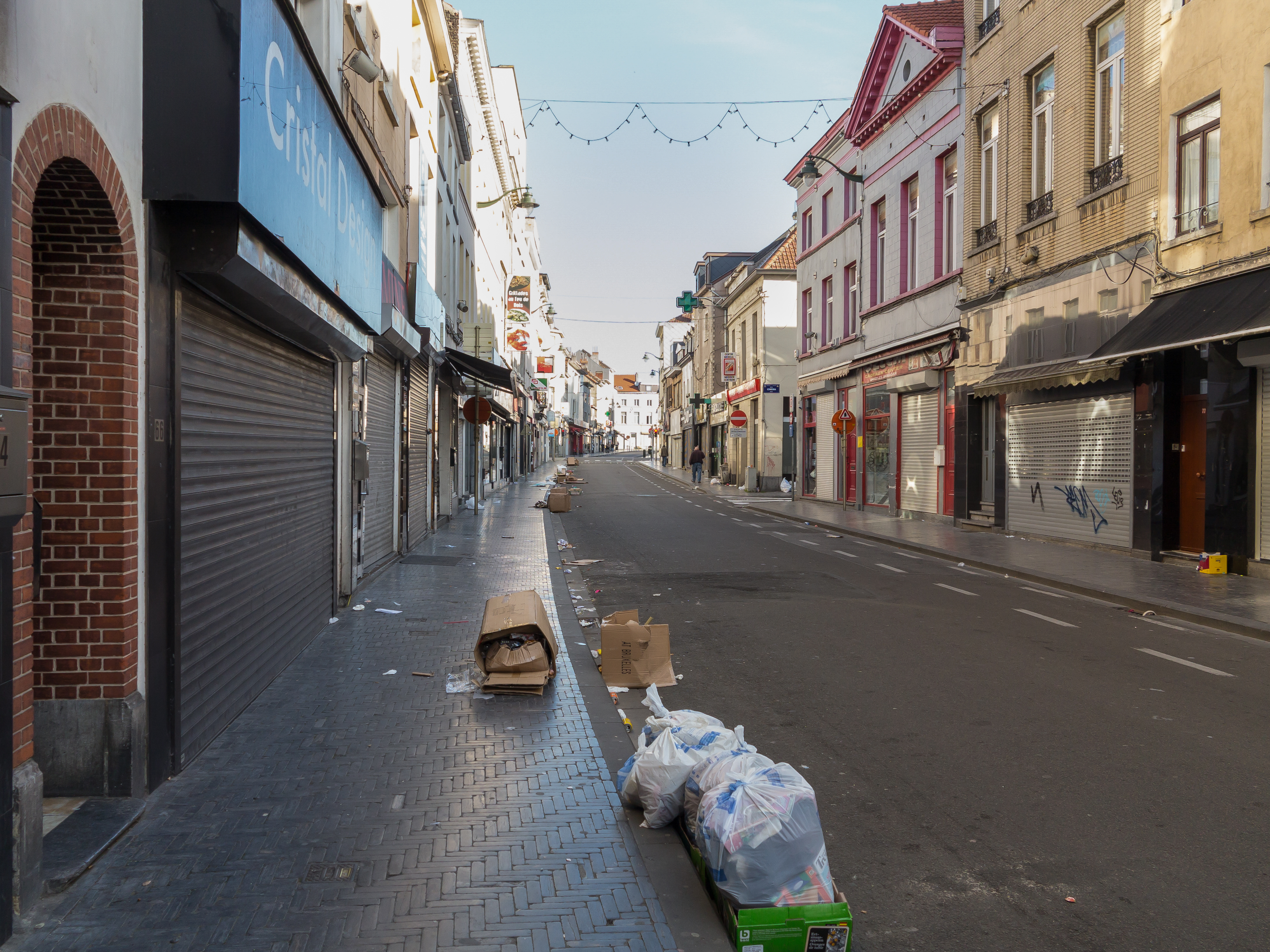
Molenbeek, vista de la calle: Chausée de Gand

Sint-Jans-Molenbeek (neerlandés) o Molenbeek-Saint-Jean (francés) es uno de los diecinueve municipios de la Región de Bruselas-Capital.
El 1 de enero de 2020, contaba con 97 979 habitantes, área total de 6,01 km², lo que da una densidad poblacional de 16 314 habitantes por km². Molenbeek es una comunidad residencial, pero también tiene industria.
Hassan el Haski, uno de los autores intelectuales de las matanzas del 11 de marzo de 2004 en Madrid, vivió "estancias prolongadas" en Molenbeek. El terrorista ferroviario de junio de 2017 también provino de Molenbeek.

## Toponimia
El término Molenbeek está compuesto de dos palabras neerlandesas: molen, ‘molino’ y beek, ‘arroyo’; por lo tanto, significa ‘el arroyo del molino’. El nombre también hace referencia a San Juan Bautista, patrón del municipio. En el escudo de armas oficial de Sint-Jans-Molenbeek, se representa a San Juan como un hombre joven.

## Demografía

### Evolución
Todos los datos históricos relativos al actual municipio, el siguiente gráfico refleja su evolución demográfica.
| Gráfica de evolución demográfica de Molenbeek entre 1846 y 2020 |
|                                                                 |

## Municipio multicultural
Molenbeek posee una importante comunidad musulmana desde la década de 1980. En 2013, la comunidad musulmana alcanzó un porcentaje del 40% en este municipio de Bruselas. Casi la mitad de la comunidad de Molenbeek procede de Marruecos, principalmente del norte (Tánger, Tetuán y el Rif). Una minoría de los extranjeros en Molenbeek son de Rumanía, Polonia, Turquía y la República Democrática del Congo.

## Terrorismo
Después de los ataques en París en noviembre de 2015, Molenbeek apareció en las noticias porque se dice que existe un vínculo sorprendentemente frecuente entre Molenbeek y los actos de terrorismo islámico. Al menos tres de los ocho perpetradores de los ataques de París vivían allí y Salah Abdeslam, junto con varios cómplices, fue arrestado en Molenbeek después de estar escondido durante cuatro meses. Además, Ayoub El Khazzani, el tirador en el Thalys el 21 de agosto de 2015, también se quedó en Molenbeek, al igual que Mehdi Nemmouche, el presunto autor del ataque al Museo Judío de Bruselas en 2014. Uno de los condenados por los atentados de 2004 en Madrid, Hassan el Haski, condenado en España a 15 años de prisión por pertenencia a banda armada, también procedía de Sint-Jans-Molenbeek. Molenbeek es también un municipio con un elevado número de combatientes sirios.